# Leo P. Lamoureux Memorial Trophy
Il Leo P. Lamoureax Memorial Trophy è stato un premio annuale assegnato dal 1984 al 2001 dall'International Hockey League al miglior marcatore della stagione regolare. Il trofeo fu donato da Melvin T. Ross, proprietario dell'Indiana State Fair Coliseum, in ricordo di Leo Lamoureux, giocatore dei Montreal Canadiens ed allenatore dei Indianapolis Chiefs morto nel corso della stagione 1960-1961.
Prima del 1961 il capocannoniere della lega riceveva un premio chiamato George H. Wilkinson Trophy, in omaggio a George H. Wilkinson, gioielliere di Windsor fra i primi sponsor della lega.

## Vincitori
| George H. Wilkinson Trophy       | George H. Wilkinson Trophy | George H. Wilkinson Trophy | George H. Wilkinson Trophy |
| Stagioni                         | Giocatore                  | Squadra                    | Punti                      |
| -------------------------------- | -------------------------- | -------------------------- | -------------------------- |
| 1946-47                          | Harry Marchand             | Detroit Hettche            | 62                         |
| 1947-48                          | Dick Kowcinak              | Detroit Auto Club          | 67                         |
| 1948-49                          | Leo Richard                | Toledo Mercurys            | 108                        |
| 1949-50                          | Dick Kowcinak              | Sarnia Sailors             | 83                         |
| 1950-51                          | Herve Parent               | Grand Rapids Rockets       | 105                        |
| 1951-52                          | George Parker              | Grand Rapids Rockets       | 81                         |
| 1952-53                          | Alex Irving                | Milwaukee Chiefs           | 103                        |
| 1953-54                          | Don Hall                   | Johnstown Jets             | 110                        |
| 1954-55                          | Phil Goyette               | Cincinnati Mohawks         | 92                         |
| 1955-56                          | Max Mekilok                | Cincinnati Mohawks         | 100                        |
| 1956-57                          | Pierre Brillant            | Indianapolis Chiefs        | 79                         |
| 1957-58                          | Warren Haynes              | Cincinnati Mohawks         | 95                         |
| 1958-59                          | George Ranieri             | Louisville Rebels          | 124                        |
| 1959-60                          | William Chalmers           | Louisville Rebels          | 134                        |
| Leo P. Lamoureux Memorial Trophy |                            |                            |                            |
| Stagioni                         | Giocatore                  | Squadra                    | Punti                      |
| 1960-61                          | Ken Yackel                 | Minneapolis Millers        | 114                        |
| 1961-62                          | Len Thornson               | Fort Wayne Komets          | 122                        |
| 1962-63                          | Moe Bartoli                | Minneapolis Millers        | 130                        |
| 1963-64                          | Len Thornson               | Fort Wayne Komets          | 108                        |
| 1964-65                          | Lloyd Maxfield             | Port Huron Flags           | 121                        |
| 1965-66                          | Bobby Rivard               | Fort Wayne Komets          | 133                        |
| 1966-67                          | Len Thornson               | Fort Wayne Komets          | 139                        |
| 1967-68                          | Gary Ford                  | Muskegon Mohawks           | 115                        |
| 1968-69                          | Don Westbrooke             | Dayton Gems                | 118                        |
| 1969-70                          | Don Westbrooke             | Dayton Gems                | 121                        |
| 1970-71                          | Darrel Knibbs              | Muskegon Mohawks           | 93                         |
| 1971-72                          | Gary Ford                  | Muskegon Mohawks           | 109                        |
| 1972-73                          | Gary Ford                  | Muskegon Mohawks           | 141                        |
| 1973-74                          | Peter Mara                 | Des Moines Capitols        | 115                        |
| 1974-75                          | Rick Bragnalo              | Dayton Gems                | 113                        |
| 1975-76                          | Len Fontaine               | Port Huron Flags           | 112                        |
| 1976-77                          | Jim Koleff                 | Flint Generals             | 114                        |
| 1977-78                          | Jim Johnston               | Flint Generals             | 118                        |
| 1978-79                          | Terry McDougall            | Fort Wayne Komets          | 139                        |
| 1979-80                          | Al Dumba                   | Fort Wayne Komets          | 119                        |
| 1980-81                          | Marcel Comeau              | Saginaw Gears              | 126                        |
| 1981-82                          | Brent Jarrett              | Kalamazoo Wings            | 124                        |
| 1982-83                          | Dale Yakiwchuk             | Milwaukee Admirals         | 138                        |
| 1983-84                          | Wally Schreiber            | Fort Wayne Komets          | 113                        |
| 1984-85                          | Scott MacLeod              | Salt Lake Golden Eagles    | 139                        |
| 1985-86                          | Scott MacLeod              | Salt Lake Golden Eagles    | 134                        |
| 1986-87                          | Jock Callander             | Muskegon Lumberjacks       | 136                        |
| 1986-87                          | Jeff Pyle                  | Saginaw Hawks              | 136                        |
| 1987-88                          | John Cullen                | Flint Spirits              | 157                        |
| 1988-89                          | Dave Michayluk             | Muskegon Lumberjacks       | 122                        |
| 1989-90                          | Michel Mongeau             | Peoria Rivermen            | 117                        |
| 1990-91                          | Lonnie Loach               | Fort Wayne Komets          | 131                        |
| 1991-92                          | Dmitrij Kvartal'nov        | San Diego Gulls            | 118                        |
| 1992-93                          | Tony Hrkac                 | Indianapolis Ice           | 132                        |
| 1993-94                          | Rob Brown                  | Kalamazoo Wings            | 155                        |
| 1994-95                          | Stéphane Morin             | Minnesota Moose            | 114                        |
| 1995-96                          | Rob Brown                  | Chicago Wolves             | 143                        |
| 1996-97                          | Rob Brown                  | Chicago Wolves             | 117                        |
| 1997-98                          | Patrice Lefebvre           | Las Vegas Thunder          | 116                        |
| 1998-99                          | Brian Wiseman              | Houston Aeros              | 109                        |
| 1999-00                          | Steve Maltais              | Chicago Wolves             | 90                         |
| 2000-01                          | Derek King                 | G. Rapids Griffins         | 83                         |
| 2000-01                          | Steve Larouche             | Chicago Wolves             | 83                         |